# Khim Borey
Khim Borey (n. Takéo, Camboya, 29 de septiembre de 1989) es un futbolista camboyano que juega como delantero en el Nagaworld Football Club de la Liga C de Camboya. Es internacional por Camboya.